# Akademickie mistrzostwa Europy we wspinaczce sportowej 2015
Akademickie mistrzostwa Europy we wspinaczce sportowej 2019 – 1. edycja akademickich mistrzostw Europy we wspinaczce sportowej, która odbyła się w dniach 5–9 sierpnia 2015 w Katowicach. Reprezentanci Polski zdobyli dwa medale; Marcin Dzieński złoty, a Klaudia Buczek srebrny, oba w konkurencji na szybkość.
Podczas zawodów wspinaczkowych zawodnicy i zawodniczki rywalizowali w 6 konkurencjach. 

## Harmonogram
Legenda
| E | Eliminacje |  | Finał (ilość) |

| Wspinaczka sportowa |  | E | 2 | 2 | E | 2 |  |

## Medaliści
| Konkurencja              | Złoto                      | Srebro                     | Brąz                       |
| ------------------------ | -------------------------- | -------------------------- | -------------------------- |
| Mężczyźni                |                            |                            |                            |
| bouldering (7.08)        | Rosja · Dmitrij Fakirjanow | Rosja · Georgy Derkaczew   | Rosja · Valentin Konowałow |
| prowadzenie (9.08)       | Francja · Thomas Joannes   | Rosja · Dmitrij Fakirjanow | Belgia · Antoine Kauffmann |
| wsp. na szybkość (6.08)  | Polska · Marcin Dzieński   | Rosja · Anton Poliakow     | Rosja · Stanisław Kokorin  |
| Kobiety                  |                            |                            |                            |
| bouldering (7.08)        | Francja · Fanny Gibert     | Rosja · Anna Margolina     | Francja · Nolwen Berthier  |
| prowadzenie (9.08)       | Francja · Fanny Gibert     | Francja · Nolwen Berthier  | Francja · Marine Girardet  |
| wsp. na szybkość (6.08)' | Rosja · Julija Kaplina     | Polska · Klaudia Buczek    | Rosja · Anna Cyganowa      |

## Reprezentanci uczelni
W zawodach wspinaczkowych uczestniczyli studenci, którzy reprezentowali uczelnie:
1. College of Politechniki Jihlava
2. Uniwersytet Czech Zachodnich
3. Catholic University of Louvain-la- Neuve
4. Uniwersytet w Sofii „St. Kliment Ohridski”
5. Narodowy Instytut Nauk Stosowanych w Lyonie
6. Uniwersytet w Kłajpedzie
7. Uniwersytet Medyczny w Lublinie
8. Uniwersytet Przyrodniczy w Lublinie
9. Uniwersytet Rolniczy w Krakowie
10. Państwowa Wyższa Szkoła Zawodowa w Tarnowie
11. Politechnika Lubelska
12. Politechnika Wrocławska
13. Instytut Politechniczny w Porto
14. University of Minho
15. University of Porto
16. Uralski Uniwersytet Federalny
17. Moskiewski Instytut Lotniczy
18. Tiumeński Państwowy Uniwersytet Ropy i Gazu
19. Siberian Federal University
20. Uniwersytet Bogazici
21. University of Sheffield
22. Uniwersytet Insubria Como - Varese
23. Kremenchug National University

## Klasyfikacja medalowa
| Miejsce           | Reprezentacja     | Złoto | Srebro | Brąz | Razem |
| 01 !              | Francja           | 3     | 1      | 2    | 6     |
| 02 !              | Rosja             | 2     | 4      | 3    | 9     |
| 03 !              | Polska            | 1     | 1      | 0    | 2     |
| 4                 | Belgia            | 0     | 0      | 1    | 1     |
| Ogółem (4 państw) | Ogółem (4 państw) | 6     | 6      | 6    | 18    |